# موریتس نبل
موریتس نبل (انگلیسی: Moritz Nebel؛ زادهٔ ۲۵ سپتامبر ۱۹۹۱) بازیکن فوتبال اهل آلمان است.
از باشگاه‌هایی که در آن بازی کرده‌است می‌توان به باشگاه فوتبال آگسبورگ اشاره کرد.